# Ален, Альбер Поль
Альбер Поль Ален (фр. Albert Paul Alain; 1 марта 1880 — 15 октября 1971) — французский органист и композитор. Отец Жеана Алена, Оливье Алена и Мари-Клер Ален.
Ученик Александра Гильмана, Луи Вьерна и Габриэля Форе. На протяжении большей части жизни служил органистом в церкви Святого Германа в Сен-Жермен-ан-Ле под Парижем. В 1910 году женился на Магдалине Альберти. За всю жизнь написал 469 произведений.
В 2007 году дочь Алена Мари-Клер записала альбом его органных сочинений, исполненных на органе церкви Святого Германа Сен-Жермен-ан-Ле.